# Tripla giunzione del Cile

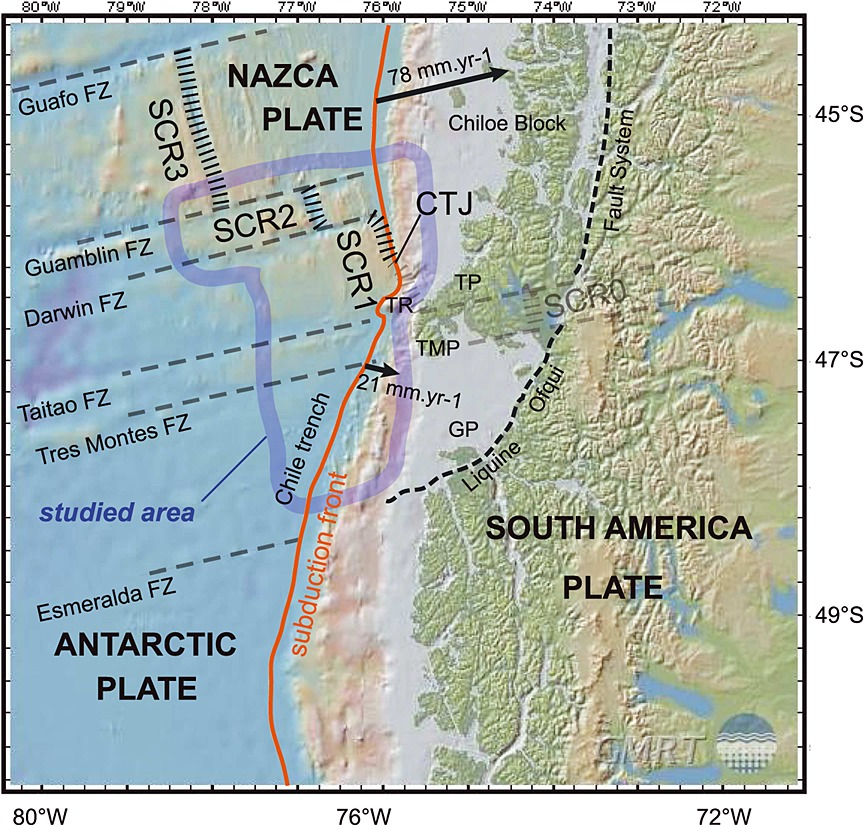

La tripla giunzione del Cile è una tripla giunzione geologica situata sul fondo dell'Oceano Pacifico, al largo della penisola di Taitao e della penisola Tres Montes, sulla costa meridionale del Cile.
Le tre placche tettoniche che si incontrano qui sono la placca sudamericana, la placca di Nazca e la placca antartica.

Questa tripla giunzione è resa insolita dal fatto che si ha una dorsale oceanica che subduce sotto una placca, qui infatti la dorsale del Cile subduce sotto la placca sudamericana nella fossa di Atacama.

## Storia della tettonica
La tripla giunzione del Cile si è formata all'incirca 14 milioni di anni fa, nel Langhiano, il terzo dei sei piani del Miocene, quando la placca antartica iniziò a subdurre al di sotto del Sudamerica. Inizialmente, tale subduzione avveniva solamente verso l'estremità meridionale della Patagonia, il che significa che la tripla giunzione si trovava nei pressi dello stretto di Magellano. La parte più settentrionale della placca antartica iniziò a subdurre sotto la costa cilena allorquando la parte più meridionale della placca di Nazca e della dorsale del Cile furono del tutto consumate dalla subduzione al di sotto del continente sudamericano, cosicché la tripla giunzione si spostò gradualmente verso nord, fino a giungere nella sua attuale posizione, di fronte alla penisola di Taitao. Proprio in virtù di questo fatto, diverse formazioni geologiche nei pressi della penisola di Taitao, come l'ofiolite di Taitao, sono direttamente collegate alle dinamiche della tripla giunzione.